# 카라코람 야생 동물 보호구역
카라코람 국립공원 또는 카라코람 (Saichen Shyok) 야생 동물 보호 구역으로 알려진 보호구역이다. 1987년에 설치되어 약 5,000 제곱킬로미터의 면적을 자랑한다. 티베트영양과 티베트 안테로프(Tibetan Antelope )의 서식지가 있는 인도의 몇 안되는 장소 중 하나다. 그 때문에, 이 국립공원이 환경적 가치로서 중요하다. 위치로는 히말라야 산맥 부근에 있고, 헤미스 국립공원이 근처에 위치하여 있고, 두 구역은 많은 동식물 다양성을 공유한다.

## 개요
1987년에 설립 된 카라코람 야생동물 보호구역은 라다크의 카르기에 있는 야생생활 왈든이 관리한다. 관리하는 규모는 약 5,000 제곱킬로미터 (500,000 ha)이다. 세계 보존 감시 센터에 의해 이곳은 IUCN 보호 지역 (카테고리 IV)로 분류된다. 인도의 식물종 조사단은 이 야생 동물 보호 구역을 "식물 지식과 관련하여 탐사중인 지역"이라고 불렀다. 카라코람 야생 동물 보호 구역이 시아첸 빙하와 연계되면 세계 자연 유산이 될 수 있다.

## 생물 다양성

### 동물
이 공원은 개채군이 많아 충분한 균형이 이루어지고 있다. 또한 생태 균형이 알맞게 유지되고 있다. 특히, 이 공원에는 눈 표범이 최상위 포식자로서 존재하고, 아르갈리, 바랄, 시베리아아이벡스와 같은 동물도 적은 개채수나마 서식한다.
티베트 늑대, 유라시아 불곰, 붉은여우도 이곳에 서식한다. 작은 포유류에는 히말라야마멋,  고산족제비 및 히말라야 쥐 토끼가 서식한다.
맹금류로는 황금 독수리, 수염독수리가 서식한다. 여기에 서식하는 새에는 갈색 액센트, 로빈 액센트, 줄무늬 로즈 핀치 새, 검은 날개 눈 핀치 새, 추카, 블리트의 스위프트, 붉은 부리 초크, 히말라야 눈꼬리새 등이 서식한다.
지금까지 포유류 16종과 조류 73종이 공원에 서식하고 있다.

### 식물
춥고 건조한 지역이기 때문에 카라코람 야생동물 보호구역의 식물은 매우 드물다. 그러나 생태 학적 한계 조건은 이러한 환경에도 몇 가지 놀라운 특성을 만들어 냈고, 식물들은 이 특성을 사용해서 생존하고 있다.
이 야생 동물 보호 구역은 환경 구배 및 서식지 유형에 걸쳐 약용 식물을 포함한 식물 분포를 위해 찬드라 프라캌 칼라에 의해 광범위하게 조사되었다. 그는 이 보호 구역에서 희귀하고 멸종 위기에 처한 15종의 희귀 식물을 발견했으며, 다양한 서식지 유형에 이 공원 이곳저곳에 분포되어 있다. 사리풀 및 여러 식물들은 생존 위협을 받고 있지만 현재도 의학적으로 중요한 식물이 이 야생 동물 보호 구역 내부에서 발견되고 있다.

## 같이 보기
- 헤미스 국립공원